# Бровкін Віктор Михайлович
Віктор Михайлович Бровкін (21 лютого 1933 , Тула, Московська область ) — радянський футболіст, нападник. Майстер спорту СРСР.

## Біографія
Вихованець тульського футболу. У 1951 році почав виступати за тульський «Зеніт» в змаганнях КФК, був одним з найкращих бомбардирів команди.
В кінці сезону 1952 року перейшов до куйбишевських «Крил Рад». Дебютний матч за команду в класі «А» зіграв 14 червня 1953 року, вийшовши на заміну в грі проти київського «Динамо». Свій перший гол у вищій лізі забив 21 липня 1953 року в ворота ленінградського «Динамо». З куйбишевцями став фіналістом Кубка СРСР 1953 року і брав участь в фінальному матчі проти московського «Динамо», в цій грі завдав травму Льву Яшину, через яку того довелося замінити.
У 1955 році виступав за «Шахтар» (Сталіно), але в команді не закріпився.
У 1957—1958 роках грав у класі «Б» за СКВО (Свердловськ), був провідним нападником команди. У 1958 році забив 33 голи в 35 матчах і став переможцем зонального турніру класу «Б».
У 1959 році перейшов в московський ЦСКА. Вперше відзначився голом на першій хвилині свого першого матчу 2 травня 1959 року, принісши перемогу в матчі з московським «Торпедо» (1:0). Провів у складі армійців два сезони. У цей період викликався в другу збірну СРСР, брав участь в матчі проти другої збірної Румунії.
Всього у вищій лізі чемпіонату СРСР зіграв 47 матчів і забив 7 голів.
У 1961 році повернувся в Тулу і грав за місцевий «Труд». Бровкіна двічі виганяли з команди «за систематичне порушення спортивного режиму, пияцтво і зверхнє ставлення до товаришів і тренерам» і в підсумку він завершив кар'єру.
Подальша доля невідома.